# Pianosa (Tremiti)
Pianosa je mali nenaseljeni otok u otočju Tremitima u Jadranskom moru. Najviši vrh je na 15 metara nadmorske visine.

## Povijest
Pripada pokrajini Foggi. 
Pariškim mirovnim ugovorima iz 1947. Italija se obvezala demilitarizirati Pianosu.
Od 1989. Pianosa je dijelom zaštićenog pomorskog područja (Riserva naturale marina Isole Tremiti). Od 1996. dio je Zone 1 Nacionalnog parka Gargano koji upravlja tim područjem. 